# 1842 au Canada
Pour un article plus général, voir Chronologie du Canada.
Cet article traite des événements qui se sont produits durant l'année 1842 au Canada.

## Événements

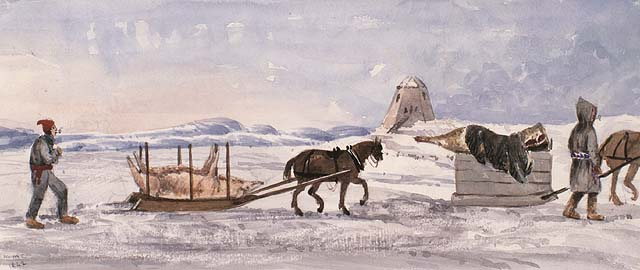
Habitants en chemin vers le marché de Noël

- 12 janvier : Sir Charles Bagot prend sa fonction de gouverneur général du Canada (fin en 1843). Sous Sir Charles Bagot, les réformateurs Robert Baldwin (Haut-Canada) et Louis-Hippolyte La Fontaine (Bas-Canada), partisans du self-government, entrent au Conseil exécutif.
- 14 avril : création de la Commission géologique du Canada. William Edmond Logan en est son premier directeur.
- 31 mai : retour des missionnaires Jésuites au Canada après une absence de 42 ans.
- 25 juillet (Québec) : William Price achète les établissements de la Société des Vingt-et-Un au Saguenay.
- 9 août : traité Webster-Ashburton, qui fixe la frontière nord-est entre les États-Unis et le Canada entre le Nouveau-Brunswick au nord et le l’État du Maine au sud de la rivière Sainte-Croix. Les deux pays s’entendent pour lutter contre l’esclavage.
- 24 août (Québec) : fondation de Chicoutimi actuel par Peter McLeod (Fils), qui commence la construction d'un moulin à scie sur la rivière du Moulin.
- Recensement du Canada-Est qui correspond à la province de Québec et recensement du Canada-Ouest qui correspond à l'Ontario [1].
- La flotte de la Pacific Station de la Royal Navy s'installe à Esquimalt sur la côte du Pacifique.

## Culture
- Antoine Gérin-Lajoie compose la chanson Un Canadien errant en l'honneur des patriotes expatriés.

## Naissances
- 13 janvier : Alexandre Lacoste (polliticien) († 17 août 1923)
- 25 août : Louis-Zéphirin Gauthier, artisan. († 24 décembre 1922)
- 26 août  : André-Albert Blais (personnalité religieuse) († 23 janvier 1919)

## Décès
- 20 mai : Jules-Maurice Quesnel, explorateur et commerçant de fourrure.
- 27 novembre : Benjamin Beaupré, politicien.